# ReWire
ReWire és un protocol de programari, desenvolupat conjuntament per Propellerheads i Steinberg, que permet el control remot i la transmissió de dades entre programes d'edició d'àudio i altres aplicacions relacionades. Va aparèixer inicialment com a part del sintetitzador de software ReBirth l'any 1998, i ha anat evolucionant fins a convertir-se en un protocol estàndard dins la indústria musical.
Aquest protocol s'acostuma a utilitzar en aplicacions audiovisuals que s'executen sobre Mac OS i Microsoft Windows. ReWire permet la transferència simultània d'un màxim de 256 pistes d'àudio en qualsevol resolució i de 4080 canals de dades MIDI. Això permet, per exemple, que el senyal de sortida d'un sintetitzador de software entri directament a un editor MIDI sense la necessitat d'utilitzar fitxers intermediaris ni transferències analògiques. Per altra banda, permet també la transmissió remota de missatges d'activació, com per exemple els que controlen el començament o l'aturada d'una gravació. Aquest protocol té una llicència gratuïta però que només permet el desenvolupament d'aplicacions compatibles a companyies registrades. A més, inclou una clàusula de protecció del codi font que el fa incompatible amb la majoria de llicències associades a programari lliure.
El sistema ReWire té tres blocs: Mescladors, Taulells i Dispositius. Els Mescladors actuen com a aplicacions amfitriones i normalment s'encarreguen de fer el seqüenciament i la mescla final, de manera paral·lela. Per la seva banda, un Dispositiu és una llibreria dinàmica d'enllaç que només s'encarrega de la generació del so, sense interfície d'usuari. El Taulell és una interfície gràfica que eprmet la modificació dels paràmetres d'un dels Dispositius. Per exemple, una situació habitual seria: utilitzar Ableton Live en mode de Mesclador, i Propellerhead Reason com a sintetitzador. En aquest cas, Reason aportaria els parells Dispositiu-Taulell a Ableton, encarregats d'enviar missatges MIDI, sincronitzar temporalment les dues aplicacions i mesclar la sortida de Reason amb les seves cadenes d'efectes. Moltes aplicacions similars permeten aquest tipus de controls. En realitat, una certa aplicació podria actuar simultàniament com a Mesclador i com a Taulell.

## Amfitrions ReWire (Mescladors)
- Ableton Live
- Adobe Audition
- Audiffex inTone
- Logic Pro
- Arturia Storm
- FL Studio
- Cakewalk Project5
- Cakewalk Sonar
- REAPER
- Companion E&D Intuem RW
- Cycling '74 Max/MSP
- Fairlight Xynergi
- GarageBand
- Granted Software ReVision
- Line 6 GuitarPort
- Line 6 RiffTracker
- MOTU Digital Performer
- Opcode Vision DSP
- Opcode Studio Vision
- Plogue Bidule
- Propellerhead Reason (Can only host Propellerhead ReBirth RB-338)
- Raw Material
- Renoise
- PreSonus Studio One Pro
- Pro Tools
- Notion 3
- Samplitude
- Sibelius 6
- Sion Software QuickScore Elite
- Sonoma Wire Works RiffWorks
- Sony ACID Pro
- Steinberg Cubase
- Steinberg Nuendo
- Synapse Audio Orion Platinum
- Vocaloid
- Vocaloid 2
- Zynewave Podium

## Clients ReWire (Sintetitzadors)
- Ableton Live
- ArKaos VJ
- Arturia Storm
- Audionaut Obsession
- Bitheadz Retro AS-1
- Bitheadz Unity DS-1
- Cockos REAPER
- Digital Salade Toki Shot
- FL Studio
- Cakewalk Project 5
- MadTracker
- Cycling '74 Max/MSP
- Open Labs Riff
- Plogue Bidule
- Propellerhead Reason
- Propellerhead ReBirth RB-338
- Propellerhead Record
- Renoise
- Sony ACID Pro
- Speedsoft VSampler
- Tascam GigaStudio
- Toontrack dfh SUPERIOR
- Torq